# Krummendeich
Krummendeich település Németországban, azon belül Alsó-Szászország tartományban. Lakosainak száma 502 fő (2023. december 31.). Krummendeich Oederquart és Balje községekkel határos.

## Népesség
A település népességének változása:
| Lakosok száma | 495  | 489  | 474  | 469  | 482  | 502  |
|               | 2016 | 2017 | 2019 | 2021 | 2022 | 2023 |